# Альварес, Марио
Педро Марио Альварес (англ. Pedro Mario Alvarez Abrante; род. 2 февраля 1982, Тенерифе) — испанский футболист, выступавший на позиции защитника. После завершения игровой карьеры в 2020 году стал спортивным директором клуба «Атлетико Сан-Луис».

## Биография
Начинал играть на профессиональном уровне в «Атлетико», но сумел пробиться только в дубль, после чего в 2001 году перешёл в «Вальядолид». Не сразу, но Альварес сумел добиться места в стартовом составе клуба. именно в составе этой команды Бек впервые вышел на поле в матче Ла Лиге
В 2003 году на правах аренды играл в «Барселоне», но за каталонцев провёл всего один матч, закончившийся неожиданным поражением от «Малаги» со счетом 1:5. Неудивительно, что «блауграна» решила отказаться он услуг Педро.
В итоге за «Вальядолид» Альварес провёл 90 матчей, забил в них два мяча. Позже он успел поиграть в «Рекреативо», провёл четыре сезона в составе «Хетафе». В 2011 году его приобрёл «Реал Бетис». В последние годы выступал в Мексике за «Атлетико Сан-Луис». После завершения игровой карьеры в 2020 году стал спортивным директором этого клуба.
В национальной сборной Альварес не играл, но на его счету есть несколько матчей в составе молодёжной (U-21) сборной Испании.

## Статистика
| Клуб              | Страна  | Сезон     | Игры | Голы |
| ----------------- | ------- | --------- | ---- | ---- |
| Атлетико Мадрид С | Испания | 1999-2000 |      |      |
| Атлетико Мадрид B | Испания | 2000-2001 | 28   | 0    |
| Реал Вальядолид   | Испания | 2001-2003 | 40   | 1    |
| Барселона         | Испания | 2003-2004 | 2    | 0    |
| Реал Вальядолид   | Испания | 2004-2006 | 59   | 2    |
| Рекреативо        | Испания | 2006-2007 | 25   | 1    |
| Хетафе            | Испания | 2007-2011 | 65   | 0    |
| Реал Бетис        | Испания | 2011-     | 33   | 1    |

- (откорректировано по состоянию на 3 июля 2013 года)

## Титулы и достижения
- Вице-чемпион Испании (1): 2003/04
- Финалист Кубка Испании (1): 2007/08
- Чемпион Таиланда (1): 2016
- Обладатель Кубка тайской лиги (1): 2016
- Победитель Ассенсо MX (второй дивизион) (1): 2018/19
- Чемпион Европы среди игроков до 17 лет (1): 1999